# Fan Tan (Kartenspiel)
Das Kartenspiel Fan Tan ist auch unter den Namen Kartendomino, Sevens, Parliament oder Stops bekannt und wird am besten von drei bis sechs Personen gespielt.

## Die Regeln

### Die Grundregeln
Man verwendet ein Paket französischer Spielkarten zu 52 Blatt, die Karten werden gleichmäßig im Uhrzeigersinn unter alle Spieler verteilt. Eventuell erhalten einige Spieler eine Karte mehr als andere, der erste dieser Spieler darf beginnen.
Ist ein Spieler am Zuge, so muss er entweder
- eine Sieben spielen, d. h. eine Sieben als sogenannte Auslage oder Grundkarte offen auf den Tisch legen,
- an eine bestehende Kette anlegen; d. h. eine bestehende Kette nach oben oder unten um die nächstfolgende Karte derselben  Farbe erweitern. Liegt z. B. bereits die Folge ♣7–♣8–♣9 auf dem Tisch, so kann der Spieler diese entweder nach unten mit der ♣6 oder nach oben mit der ♣10 erweitern.

Kann ein Spieler weder eine Sieben ausspielen noch eine bestehende Kette ergänzen, so muss er passen, und der Spieler zu seiner Linken ist am Zug.
Das Spiel setzt sich solange fort, bis ein Spieler seine letzte Karte ausspielen kann und damit das Spiel gewinnt. Jeder Spieler, der noch Karten hält, zahlt an den Gewinner so viele Jetons wie er noch Karten in der Hand hält.
Man kann das Spiel fortsetzen und auf dieselbe Weise einen Zweitplatzierten ermitteln und eine weitere Abrechnung folgen lassen usw. bis eine durchgehende Reihung festgestellt ist.

### Strafen
Passt ein Spieler, obwohl er eine Karte hätte spielen können, so zahlt er dem Gewinner drei Jetons Strafe. Passt ein Spieler, obwohl er eine Sieben hätte spielen können, so muss er außer den drei Jetons Strafe zusätzlich an den Besitzer der Sechs und an der Besitzer der Acht der entsprechenden Farbe fünf Jetons Strafe zahlen; sind beide Karten in der Hand desselben Spielers, so erhält dieser zehn Jetons.

## Verwandte Spiele
Die Spielidee des Fan Tan findet sich u. a. bei den folgenden Spielen: 

Herzeln: als achtes Spiel, siehe Herzeln – Achtes Spiel 

Quodlibet: als Kleinfraß, siehe Quodlibet – Kleinfraß 

Tafferan: als fünfte Aufgabe, in Spanien wird diese sogar Fan Tan genannt. 

Elfer raus!: ein kommerzielles Kartenspiel, das auf der Idee des Fan Tan basiert.